# コミコン
コミック・ブック・コンベンション（comic book convention）またはコミコン（comic con）は、各地で開催されるコミック・ブックやその文化に焦点を当てたイベントで、コミック・ブックファンが集まり、クリエイターや専門家と、そしてお互いに交流する場である。コンベンション・センターやホテル、大学のキャンパスなどで数日間にわたって開催されるのが一般的である。様々なアクティビティやパネルが用意されており、他のタイプのファン・コンベンションに比べてコスプレをして参加する参加者が多いのが特徴である。出版社、流通業者、小売業者が自社のコミック関連製品を紹介する産業の場としても利用されている。1930年代後半に始まったSFコンベンションの派生型ともいえる。

## 概要
コミコンは、伝統的にはファンが非営利で組織していたが、現在ではファンのためのイベントのほとんどが営利目的で運営されている。多くのコンベンションでは、コミックに関する賞の発表が行われている（1988年からサンディエゴ・コミコン・インターナショナルで開催されているハーベイ賞や、同じく1988年からさまざまな場所で開催されているハービー賞など）。
商業イベントでは、漫画家がファンにサインを配ることが多く、一律の出演料と引き換えに、イラストを描くこともある。商業的なコンベンションは、通常、かなり高価で、ホテルで開催される。これは、伝統的に文学としてのコミック・ブックを重視し、プロとファンの間のカースト的な差別化を維持してきたコミック・ブック・コンベンションの変化を示すものである。
最初の公式コミックブックコンベンションは、1964年にニューヨークで開催され、「ニューヨーク・コミコン」（New York Comicon）と呼ばれていた。初期のコンベンションは小規模なもので、地元の愛好家（後に「コミックファンダムの父」として知られるジェリー・ベイルズや、アカデミー・オブ・コミック・ファン・アンド・コレクターズのデイブ・カラーなど）が主催し、一握りの業界人がゲストとして参加するのが一般的だった。最初の定期的なコンベンションは、1965年から1978年まで開催された「デトロイト・トリプル・ファン・フェア」（Detroit Triple Fan Fair）と1965年から1967年まで開催された「アカデミー・コン」（Academy Con）だった。定期的に開催されるコンベンションの多くは、小さな会場で1日だけのイベントとして始まり、人気が高まるにつれて2日、あるいは3日以上に拡大していった。教会の地下室や組合のホールで始まったコミック・コンの多くは、今では主要都市のコンベンション・センターを埋め尽くしている。
今やコミックコンベンションは、アメリカの主要都市で繰り返し開催される巨大ビジネスとなっている。コミック・ブック・コンベンションとは名ばかりで、最大のショーでは、ホラー、アニメーション、アニメ、マンガ、玩具、トレーディングカードゲーム、ビデオゲーム、ウェブコミック、ファンタジー小説など、ほぼすべてのジャンルのポップカルチャーやエンターテインメントの要素が盛り込まれている。
サンディエゴ・コミコン・インターナショナル（SDCC ）は、1970年から毎年サンディエゴで開催されている多ジャンルのエンターテイメントとコミックのコンベンションで、米国のコミック・コンベンションの代表的な存在である。フォーブス誌によると、このコンベンションは「この種のコンベンションとしては世界最大」であり、サンディエゴで開催されるコンベンションとしても最大である。サンディエゴ観光局によると、このコンベンションの地域経済効果は年間1億6280万ドルで、2011年には1億8000万ドルの経済効果があった。しかし、2017年にSDCCは、サンパウロの「コミコン・エクスペリエンス」（Comic Con Experience）（2014年初開催）に年間最大の多元的コンベンションの記録を奪われた。
国際的に見て、参加者数で世界最大のコミックコンベンションは、日本の「コミックマーケット」（1975年第1回）で、年間50万人以上の参加者数を誇っている。また、イタリアの「ルッカ・コミックス＆ゲームズ」（1965年第1回開催）は世界第2位、フランスの「アングレーム国際漫画祭」（1974年第1回開催）は世界第3位の規模のコミック・フェスティバルである。